# البوذية والجاينية
البوذية والجاينية هما ديانتان هنديتان قديمتان، تطورتا في مملكة ماغادها (بهار)، وتنموان باستمرار في العصر الحديث. يُعتبر ماهافيرا، وغوتاما بودا المعاصرين المُسلّم بهما حاليًا. تتشارك البوذية والجاينية العديد من الخصائص، والاصطلاحات والمبادئ الأخلاقية، لكن تؤكّد عليها بشكل مختلف. كلاهما من تقاليد الزهد والسمنية (التصوف) التي تؤمن أنه من الممكن بلوغ الانعتاق من خلال دورات البعث الجديد والموت (سامسارا) عن طريق الضوابط الروحية والأخلاقية. تختلفان في بعض المذاهب الأساسية، مثل الزهد، والطريق الأوسط مقابل أنيكانتافادا (الواقع متعدد الجوانب)، والذات مقابل اللاذات (جيفا، أناتا).

## نبذة تاريخية
الجاينية ديانة قديمة وخالدة مع سلسلة من أربع وعشرين معلّم روحي ومنقذ معروفين باسم «تيرثانكارس». آخر معلّميَن من الأربعة والعشرين -ماهافيرا وبارشفاناتا- معروفَين كشخصيات تاريخية، ويعود تاريخ المعلم رقم 23 إلى ما قبل بوذا وماهافيرا بنحو 250 عام. يؤمن البوذيون أنّ بودا التاريخي، غوتاما بودا أعاد اكتشاف دارما منسية منذ وقت طويل نحو القرن الخامس قبل الميلاد، وبدء بتعليمها مرة أخرى. في البوذية، يوجد عدة أشخاص سابقين باسم بوذا، مجموعهم 27 حسب الوصف في كتاب بودهافامسا، وهو الكتاب الرابع عشر لخداكا نيكاي. يؤمن البوذيون أيضًا أنّ غوتاما بوذا وُلد عدة مرات سابقة كما جاء في حكايات جاكاتا.

تسرد النصوص المقدسة البوذية أنّه خلال حياة الأمير سدهارتا الزاهدة (قبل بلوغ الاستنارة) قد قام بالعديد من الصيامات، والتوبات، والتقشفات، وتوجد أوصاف لما كان عليه أيضًا في مكان آخر فقط في التقليد الجايني. يشارك بوذا تجربته في ماجيما نيكايا: 
«ساريبوترا، هل باشرت أنا حتى الآن في توبتي؟ لقد ذهبت من دون ثياب. لعقت طعامي من يديّ، لم آخذ أي طعام أُحضر لأجلي بشكل خاص أو كنت مقصودًا به. لم أقبل أي دعوة لتناول وجبة».
يؤكد النص الجايني «كالباسوترا» زهد ماهافيرا، والذي كانت حياته مصدر هداية للعديد من ممارسات الزهد في الجاينية. وكان هذا الزهد السمة الرئيسية لحياة الاستجداء في الجاينية. جرّب بوذا هذا، لكنه تخلّى عمّا دعاه « أساليب زهد متطرفة»، ودرّس الطريق الأوسط بدلًا منه.

## الجاينية في النصوص البوذية

### شريعة بالي
لم تذكر شريعة بالي أنّ ماهافيرا وغوتاما بودا قد التقيا قط، على الرغم من وجود أمثلة في عدد من النصوص الهندية الدينية القديمة (سوترا) حول تلاميذ ماهافيرا يسألون غوتاما بودا. على سبيل المثال، في ماجيما نيكايا (إم إن 56)، يُقال أنّ أوبالي – أحد تلاميذ غوتاما بودا الأوائل- كان تلميذًا لماهافيرا، وأصبح تلميذًا لبودا بعد أن خسر مناظرةً معه. استمرت البوذية في نفس الوقت الذي كان فيه بودا وماهافيرا على قيد الحياة، وكانت الجاينية إيمان وثقافة راسخة في المنطقة. وفقًا لشريعة بالي، كان بودا يعلم وجود ماهافيرا، بالإضافة إلى مجتمعات الرهبان والراهبات الجاينية.
تشير النصوص البوذية إلى ماهافيرا بِ نيغنتا جاناتوتتا. تعني نيغنتا «من دون عقدة، أو قيد، أو خيط»، ويعني جاناتوتتا «ابن ناتاس» في إشارة إلى العشيرة الأصلية جناتا أو نايا (براكريت). 
قد تكون النذور الخمسة (اللاعنف، والحقيقة، واللارتباط، وعدم السرقة، والتبتل/العفة) التي أطلقها المعلّم الجايني الثالث والعشرون بارشفا (777- 877 قبل الميلاد) قالب للقواعد البوذية الخمسة. بالإضافة إلى ذلك، يقتبس النص المقدس البوذي أنغتارينيكاي من الفيلسوف المستقل بورانا كاسابا الذي عاش في القرن السادس قبل الميلاد، والمؤسس لنظام منقرض في الوقت الحالي، إذ جدول «النيرغرانتاس» بمثابة تصنيف من التصنيفات الست للبشرية.
توضح الكتابات البوذية وجود اتباع للجاينية في الوقت الذي كان فيه بودا حيًا. وتشير إلى ارتباطات وثيقة بين التعاليم الجاينية وتعاليم بودا، ويربط الكتاب المقدس البوذي ماجيما نيكاي بين بودا والعديد من أعضاء « مجتمع النيرغرانتا».
صنّف التقليد البوذي الهندي كل مدارس الفكر غير البوذية على أنها باسند «هرطقة» (تعني باسند رمي الأُنشوطة أو باشا، وهي تنبع من المذهب الذي يقول إنّ المدارس المسماة باسم باسند تُعزز وجهات النظر التي تُفهم بشكل خاطئ، لأنه يُنظر إليها على أنها ميالة تجاه الارتباط أو التورط بدلًا من تحرير العقل). ووُضِّحت عن الاختلاف بين مدارس الفكر.

### ديفيافادانا
يذكر النص القديم ديفيافادانا (أحد أقسامه أشوكافادانا) أنه على سبيل المثال، رسمَ شخص غير بوذي في مملكة بوندرافاردنا صورةً تُظهر بودا يسجد أمام أقدام ماهافيرا. أصدر أشوكا امبراطور ماوريا أمرًا بالقبض عليه بعد شكوى من مناصر لبوذا، وبعد ذلك، أصدر أمر آخرًا ينص على قتل جميع أفراد الآجيفيكا في بوندرافاردنا. أُعدم نحو 18,000 شخص من الآجيفيكيين نتيجةً لهذا الأمر. في وقتٍ لاحقٍ، رسم متنسك آخر في باتاليبترا صورة مشابهة. أحرقه أشوكا مع كل أفراد عائلته أحياءً في منزلهم. أعلن عن جائزة قدرها ديناريوس واحد (عملة فضية) لأي شخص يُحضر له رأس شخص جايني. ووفقًا لأشوكافادانا، ونتيجةً لهذا الأمر، قتل راعي بقر أخ أشوكا فيتاشوكا عن طريق الخطأ، إذ اعتقد أنه مهرطق. أشار عليه وزراؤه «أنّ هذا مثال عن الألم الذي يقع حتى على من هم متحررين من الرغبة» وأنه «يجب أن يضمن أمان جميع الكينونات». بعد هذا، توقف أشوكا عن إعطاء أوامر الإعدام.
وفقًا ل كي تي إس سارو، وبينيمادب برفا، فيبدو أنّ قصص الاضطهاد للطوائف المتنافسة التي قام بها أشوكا عبارة عن تلفيق واضح نتيجة البروباغندا الطائفية.

## النصوص البوذية في المكتبات الجاينية
وفقًا لبادمناب جاني، وفاسدهارا داراني فإنّ العمل البوذي كان بين الأعمال الجاينية في ولاية غوجارات في ستينيات القرن العشرين، وجرى نسخ مخطوطة في عام 1638 ميلادي. رُويت الداراني من قِبل الكهنة البرهميين غير الجاينيين في منازل الجاينيين الخاصة.

## الاصطلاحات المشتركة
تتضمن المصطلحات المشتركة السانغا، والسمنية (رهبان)، والشارفاكا (رب البيت في الجاينية، وتلميذ بودا في البوذية)، والجينا ( المعلّم في الجاينية، وبودا في البوذية)، والتشيتيا، والستوبا، والبودغالا (المادة في الجاينية، والروح في البوذية) إلى آخره. استخدمت الجاينية المبكرة الستوبا (بناء يشبه التلة)، على الرغم من التخلي عن هذه الممارسة (لكن ليس بشكل كامل) في العموم لاحقًا.

## التشابهات
في الجاينية، طريقة الانعتاق هي المخاضة (مكان ضحل من النهر) «تيرثا»، والمعلمون «الذين يصنعون المخاضة» (من السامسارا إلى الموكشا) هم المعلمون الأسمى. وُجد نفس المفهوم في البوذية الذي يقول أنّه من خلال الاستنارة (بودهي) يعبر الفرد نهر السامسارا، ويصل إلى الانعتاق. تنفي الديانتان وجود إله خالق. تعرض كل من البوذية والجاينية إيمانًا مشتركًا بوجود مناطق جغرافية خلف معالم بهاراتافرشا، لا يمكن للكائنات البشرية العادية الوصول إليها.
يوجد كل من كاراكاندو، وبراتييكابودا، في الجاينية والبوذية، وهي شخصية نادرة مشتركة بين البوذية والجاينية. يذكُر النص الجايني إيسيباسيوم  فاجيبوترا، وماهاكاشب، وساريبوترا بين الريشيين.
يتكون المجتمع الجايني (أو السانغا الجايني) من الرهبان، والمونيس (المتنسكون الذكور) والأرييكس (المتنسكات الإناث)، وأرباب الأسر، والشرافيكس (عامة الشعب من الرجال)، والشرافيكيس (الإناث من عامة الشعب). تمتلك البوذية تنظيم متماثل: يتكون المجتمع البوذي من البيكوس والبيكونيس، والنساء والرجال من عامة الشعب، أو شرافاكاس وشرافيكاس، الذين يأخذون نذورًا صغيرة.